# Campeonato Asiático de Judo de 1997
El XII Campeonato Asiático de Judo se celebró en Manila (Filipinas) entre el 22 y el 23 de noviembre de 1997 bajo la organización de la Unión Asiática de Judo.
En total se disputaron dieciséis pruebas diferentes, ocho masculinas y ocho femeninas.

## Resultados

### Masculino
| Evento            | Oro                           | Plata                        | Bronce                                                          |
| ----------------- | ----------------------------- | ---------------------------- | --------------------------------------------------------------- |
| –60 kg            | Kozo Sekiguchi Japón          | Yeh Hsin-Hung China Taipéi   | Tariel Kaziev · Kazajistán · Kang Myong-Chang · Corea del Norte |
| –65 kg            | Kim Jong-Won Corea del Sur    | Pankaj Sharma India          | Ryuji Sonoda Japón Kai Kang China                               |
| –71 kg            | Kwak Dae-Sung Corea del Sur   | Jaliuny Boldbaatar Mongolia  | Takehisa Iwakawa Japón Pae Song-Nam Corea del Norte             |
| –78 kg            | Yoon Dong-Sik Corea del Sur   | Farjod Turayev Uzbekistán    | Ruslan Seiljanov · Kazajistán · Kwak Ok-Chol · Corea del Norte  |
| –86 kg            | Cho Byung-Ok Corea del Sur    | Arikawa Kosei Japón          | Teng Guangyin · China · Mussa Zalpulayev · Kazajistán           |
| –95 kg            | Serguéi Shakimov · Kazajistán | Park Sung-Keun Corea del Sur | Wei Fuouiang China Teruya Ishida Japón                          |
| +95 kg            | Jun Konno Japón               | Ochiryn Odguerel Mongolia    | Huang Ho-Suei · China Taipéi · Viacheslav Berduta · Kazajistán  |
| Categoría abierta | Katsuyuki Masuchi Japón       | Park Sung-Keun Corea del Sur | Huang Ho-Suei · China Taipéi · Viacheslav Berduta · Kazajistán  |

### Femenino
| Evento            | Oro                          | Plata                      | Bronce                                                 |
| ----------------- | ---------------------------- | -------------------------- | ------------------------------------------------------ |
| –48 kg            | Yoo Hee-Joon Corea del Sur   | Atsuko Nagai Japón         | Yu Shu-Chen China Taipéi Li Ling China                 |
| –52 kg            | Kye Sun-Hui Corea del Norte  | Kim Hye-Sook Corea del Sur | He Ji China Shinko Sato Japón                          |
| –56 kg            | Ri Myong-Hwa Corea del Norte | Zheng Linli China          | Jeon Soh-Young Corea del Sur Masako Otsuka Japón       |
| –61 kg            | Jung Sung-Sook Corea del Sur | Kie Kusakabe Japón         | Marina Mijeyeva Uzbekistán Li Shufang China            |
| –66 kg            | Song Jianfeng China          | Natsuko Sano Japón         | Wu Mei-Ling China Taipéi Kim Myong-Hui Corea del Norte |
| –72 kg            | Li Yanfu China               | Yeh Wen-Hua China Taipéi   | Yoshida Saki Japón Olesya Nazarenko Turkmenistán       |
| +72 kg            | Miho Ninomiya Japón          | Shon Hyun-Me Corea del Sur | Lee Hsiao-Hung China Taipéi Sharma Bittu India         |
| Categoría abierta | Miho Ninomiya Japón          | Li Yanfu China             | Lee Hsiao-Hung China Taipéi                            |

## Medallero
| Núm. | País            | Oro | Plata | Bronce | Total |
| ---- | --------------- | --- | ----- | ------ | ----- |
| 1    | Corea del Sur   | 6   | 4     | 1      | 11    |
| 2    | Japón           | 5   | 4     | 6      | 15    |
| 3    | China           | 2   | 2     | 6      | 10    |
| 4    | Corea del Norte | 2   | 0     | 4      | 6     |
| 5    | Kazajistán      | 1   | 0     | 5      | 6     |
| 6    | China Taipéi    | 0   | 2     | 6      | 8     |
| 7    | Mongolia        | 0   | 2     | 0      | 2     |
| 8    | India           | 0   | 1     | 1      | 2     |
| 8    | Uzbekistán      | 0   | 1     | 1      | 2     |
| 10   | Turkmenistán    | 0   | 0     | 1      | 1     |
|      | TOTAL           | 16  | 16    | 31     | 63    |